# Matisse Pacaud
Matisse Pacaud (Cannes, 1 de diciembre de 2001) es un deportista francés que compite en vela en la clase 470. Ganó una medalla de bronce en el Campeonato Europeo de 470 de 2025.

## Palmarés internacional
| \| Campeonato Europeo \| Campeonato Europeo \| Campeonato Europeo \| Campeonato Europeo \| \| Año \| Lugar \| Medalla \| Clase \| \| ------------------ \| ------------------ \| ------------------ \| ------------------ \| \| 2025 \| Split (Croacia) \| Medalla de bronce \| 470 mixto \| |                 |                   |           |
| Campeonato Europeo |                 |                   |           |
| Año | Lugar           | Medalla           | Clase     |
| 2025 | Split (Croacia) | Medalla de bronce | 470 mixto |